# Rasheed Alabi
Rasheed Oladimeji Alabi Suaibu (Kaduna, 9 gennaio 1986) è un ex calciatore nigeriano, di ruolo difensore.

## Carriera
Ha cominciato la propria carriera nel Doxa Katokopias prima di trasferirsi, nell'estate 2008, all'Omonia.

## Palmarès

### Club

#### Competizioni nazionali
- Campionato cipriota: 1

Omonia: 2009-2010
- Coppa di Cipro: 2

Omonia: 2010-2011, 2011-2012
- Supercoppa di Cipro: 2

Omonia: 2010, 2012